# L'Indépendant de l'Ouest
L'Indépendant de l'Ouest est un semi hebdomadaire ; trois fois par semaine ; quotidien local français, qui a été publié de 1846 à 1892 à Laval, avec un rayonnement principalement dans le département de la Mayenne.

## Histoire
Le journal est le représentant d'une tendance légitimiste. Le titre est créé en suite du journal Journal de la Mayenne publiés de 1844 à 1846. Le journal La Mayenne prend sa suite en 1892 pour la version quotidienne. Il a comme autre édition le journal Le Courrier du Maine en 1885 pour sa version hebdomadaire.

### Origine
Charles-François-Xavier Müller prend en 1844 la direction du journal La Mayenne. Pour éviter des condamnations à l'amende et à l'emprisonnement[source insuffisante], il fonde L'Indépendant de l'Ouest, dont le premier numéro parut le 1er janvier 1846.
C'est là qu'il s'oppose pendant seize ans aux opposants au légitimisme.

### Procès
On l'attaqua en justice. Il fut souvent acquitté et quelquefois gratifié de mois de prison. Des dix-neuf poursuites judiciaires dont il est l'objet, celle de 1847, fait suite à l'arrestation de Mme d'Hauteville et aux perquisitions faites à son Château de Hauteville en juillet 1847, Paul Boudet monte à la tribune de l'Assemblée nationale pour dénoncer les menées légitimistes dans les arrondissements de Laval et de Mayenne. Pressé par Théodore de Quatrebarbes de citer un fait[Lequel ?], il répondit en disant qu'il n'était pas pourvoyeur des tribunaux.
Cette accusation est l'occasion d'une polémique violente menée contre lui par Charles-François-Xavier Müller dans le journal l'Indépendant. Il s'ensuivit un procès, terminé par la condamnation de Charles-François-Xavier Müller à trois mois de prison, 1 500 francs d'amende et 5 000 francs de dommages et intérêts au profit de Paul Boudet.

### Journalistes
Constant Le Tessier est remarqué par Charles-Xavier Muller, qui le charge d'abord de recueillir les menus faits de la chronique locale, puis lui confie une part de plus plus grande dans la rédaction de son journal.
Poilane est l'auteur de plusieurs articles parus en novembre 1850, en réponse à la brochure écrite au Mans contre l'érection d'un évêché à Laval.

### Départ de Müller
Le 26 octobre 1862, Müller prenait congé de ses lecteurs mayennais, affirmant de nouveau ses convictions monarchistes.
Le journal renouvelle son administration au départ de Müller. Mary-Beauchêne rédige les articles politiques et le directeur-gérant devient Constant Le Tessier jusqu'à la fin du journal en 1892. Il reste au Courrier du Maine jusqu'en 1901. En août 1901, âgé, il part à la retraite.
Le Tessier maintient le journal au rang qu'il occupait parmi les organes de la région. Il y signale, avec autant de sagacité que d’indépendance, les erreurs et les fautes de la politique du second Empire, à un moment où toute critique était périlleuse. Il y expose avec netteté et précision les conséquences de l'Expédition du Mexique, de la Question romaine, du Risorgimento prélude de l'unité allemande.

### Guerre franco-allemande de 1870
L'opinion prend conscience de la clairvoyance et du courage du journal devant la fragilité du Second Empire lors de la Guerre franco-allemande de 1870. L'Indépendant de l'Ouest acquiert une autorité et une influence nouvelles, après le 4 septembre 1870, à partir de l’arrivée à Laval d'Eugène Delattre, nommé préfet de la Mayenne par le  Gouvernement de la Défense nationale.
Le journal  parvient à continuer sans interruption la publication de son journal, sans cesse menacé de le voir saisir comme l'a été L'Écho de la Mayenne. Le Tessier est obligé plus d'une fois d’aller lui-même chercher, au milieu de trains en détresse, le wagon de papier nécessaire à son tirage, recherchant les nouvelles dont ses lecteurs étaient avides, écartant celles qui pouvaient nuire à la défense nationale, pour relater les événements de l'époque. C'est à cette époque que L'Indépendant de l'Ouest, jusque-là bihebdomadaire, devint quotidien. Pendant 6 mois (du 4 septembre 1870 au 20 mars 1871), L'Indépendant de l'Ouest demeure l'unique journal qui n'est pas sous le contrôle de l'administration préfectorale.
Plusieurs de ses articles attirent l'attention sur la politique menée par le Gouvernement de la Défense nationale sur* la situation du Camp de Conlie, où Le Tessier demande de recevoir au lieu de bâtons, des fusils de façon à rejoindre l'Armée de la Loire bien avant la Bataille du Mans. Il reflète aussi les craintes et les espérances du pays pendant les débats suivant l'élection et les séances de l'Assemblée nationale, qui se tiennent d'abord à Bordeaux, puis à Versailles.

### L'échec de la restauration monarchique
L'échec des tentatives de restauration monarchique apparait dans les articles de Le Tessier, élevé dans le culte d'Henri d'Artois, comte de Chambord. A la mort de dernier, le journal n'hésite pas, à reconnaître dans Philippe d'Orléans, comte de Paris, comme plus tard dans son fils, Philippe d'Orléans, le chef de la Maison de France. Gustave Kavanagh indique néanmoins que Le Tessier ne se soit jamais complètement rallié aux princes de la Maison d’Orléans.

### Fin du journal
Le Tessier fonde en 1885, Le Courrier de l'Ouest, journal du dimanche, et reste seul rédacteur des deux journaux jusqu'à la disparition de L'Indépendant qui ne pouvait survivre au comte de Chambord. Le Tessier indique que sa santé ne lui permet pas de se livrer aux travaux quotidiens que lui imposent la gérance et la rédaction de L'Indépendant de l'Ouest. Les actionnaires du journal prononcent sa liquidation en juin 1892.
En 1892, la liquidation de la Société anonyme de l'Indépendant de l'Ouest est actée. La liste des propriétaires de la Société donne une vue sur l'orientation monarchiste du journal.

### Sources
- BNF
- Bibliothèque municipale de Laval -

### Numérisation
L' Indépendant de l'Ouest est disponible sur :
- Fonds patrimoniaux Laval, le fonds presse numérisée de la Bibliothèque municipale de Laval.